# Saint-Nicolas-d'Attez

Saint-Nicolas-d'Attez este o comună în departamentul Eure, Franța. În 1 ianuarie 2018 avea o populație de 155 de locuitori.